# Car Designer of the Century
Car Designer of the Century (česky automobilový designér století) bylo mezinárodní ocenění udělené nejvlivnějšímu návrháři automobilů dvacátého století. Na proces volby dohlížela Global Automotive Elections Foundation.
Vítěz, Giorgetto Giugiaro, byl vyhlášen na galavečeru 18. prosince 1999 v Las Vegas.

## Proces volby
Výběr začal s 25 kandidáty uvedenými v seznamu níže
| Jméno                     | Významné a známé návrhy |
| ------------------------- | --- |
| Uwe Bahnsen               | Ford Taunus, Ford Sierra |
| Nuccio Bertone            | |
| Flaminio Bertoni          | Citroën Traction Avant, Citroën DS, Citroën 2CV, Citroën Ami                                                                                        |
| Gordon Buehrig            | Cord 810 |
| Jean Bugatti              | Bugatti Atlantic |
| Wayne Cherry              | Vauxhall SRV, Pontiac Solstice, Cadillac Sixteen |
| Harley Earl               | Cadillac LaSalle |
| Virgil Exner              | Chrysler 300 |
| Leonardo Fioravanti       | Ferrari Daytona, Ferrari Berlinetta Boxer |
| Pietro Frua               | Maserati |
| Tom Gale                  | Plymouth Prowler, Dodge Viper, Dodge Stealth |
| Marcello Gandini          | Lamborghini Miura, Lamborghini Countach, Fiat X1/9, Lancia Stratos, Citroën BX                                                                      |
| Giorgetto Giugiaro        | Maserati Ghibli, Audi 80, Alfa Romeo Alfasud, Volkswagen Golf, Volkswagen Scirocco, Fiat Uno, Lotus Esprit, Lancia Delta, DeLorean DMC-12, Lexus GS |
| Patrick le Quément        | Renault Twingo, Renault Scénic, Renault Initiale Concept                                                                                            |
| Raymond Loewy             | Hupmobile, Studebaker Avanti |
| Giovanni Michelotti       | Triumph Herald, Triumph Spitfire, Triumph TR4, BMW 700, Renault Alpine A110, DAF 55                                                                 |
| Bill Mitchell             | Chevrolet Corvette, Chevrolet Corvair |
| Robert Opron              | Citroën SM, Citroën GS, Citroën CX, Renault Fuego                                                                                                   |
| Battista Pininfarina      | |
| Mario Revelli di Beaumont | Simc. 1000 |
| Bruno Sacco               | Mercedes-Benz třídy S (W126) |
| Sixten Sason              | Saab 93, Saab 99 |
| Ercole Spada              | Aston Martin DB4 GT Zagato, Alfa Romeo TZ, Osca GT, Lancia Fulvia Sport                                                                             |
| Jack Telnack              | Ford Mustang |
| Jan Wilsgaard             | Volvo Amazon (P1200/120), Volvo 144, Volvo 240, Volvo 850                                                                                           |

Dalším krokem bylo redukování seznamu na pouhých pět kandidátů. To provedla porota složená z 132 profesionálních automobilových novinářů z 33 zemí světa. Prezidentem jury byl Baron Montagu of Beaulieu. Výsledek byl oznámen v listopadu 1999. Z výsledných pěti kandidátů byl porotou na základě hlasování vybrán celkový vítěz.